# Надырбек уулу, Улан
Улан Надырбек уулу (р. 5 января 1981 года, Киргизская ССР Фрунзе)) — киргизский борец вольного стиля, бронзовый призёр на Летних Азиатских играх 2002 года в Пусане, участник Олимпийские игры 2004 года в Афинах, чемпион мира 2001 года среди молодежи.
На летних Олимпийских играх 2004 года в Афинах, Улан прошёл отбор в весовой категории до 60 кг . Ранее в этом процессе он занял седьмое место на чемпионате мира по борьбе 2003 года в Нью-Йорке и получил лицензию на ОИ.

## Достижения
- Чемпионат Мира среди молодежи 2001 года (1 место)
- Азиатские игры 2002 (3 место)
- Чемпионат Азии 2003 (6 место)
- Чемпионат Мира 2003 (7 место)
- Чемпионат Азии 2004 (6 место)
- Олимпийские игры 2004 (12 место)
- Чемпионат Азии 2010 (5 место)
- Чемпионат Мира (5 место)
- Олимпийский отборочный турнир 2012 (3 место)